# Resolution 1290 des UN-Sicherheitsrates
Die Resolution 1290 des UN-Sicherheitsrates war eine Resolution, die der Sicherheitsrat der Vereinten Nationen am 17. Februar 2000 auf seiner 4103. Sitzung angenommen hat. China enthielt sich bei der Abstimmung. 
Auf dieser Sitzung beriet der Sicherheitsrat den Aufnahmeantrag Tuvalus. Mit der Annahme der Resolution empfahl das Gremium der Generalversammlung der Vereinten Nationen die Aufnahme Tuvalus.
Nach dem Beschluss der Generalversammlung wurde Tuvalu im September 2000 als 189. Staat in die Vereinten Nationen aufgenommen.